# Morinowotome minowai
Morinowotome minowai är en tvåvingeart som först beskrevs av Tokuichi Shiraki 1933.  Morinowotome minowai ingår i släktet Morinowotome och familjen borrflugor.
Artens utbredningsområde är Taiwan. Inga underarter finns listade i Catalogue of Life.